# Hoplomachus

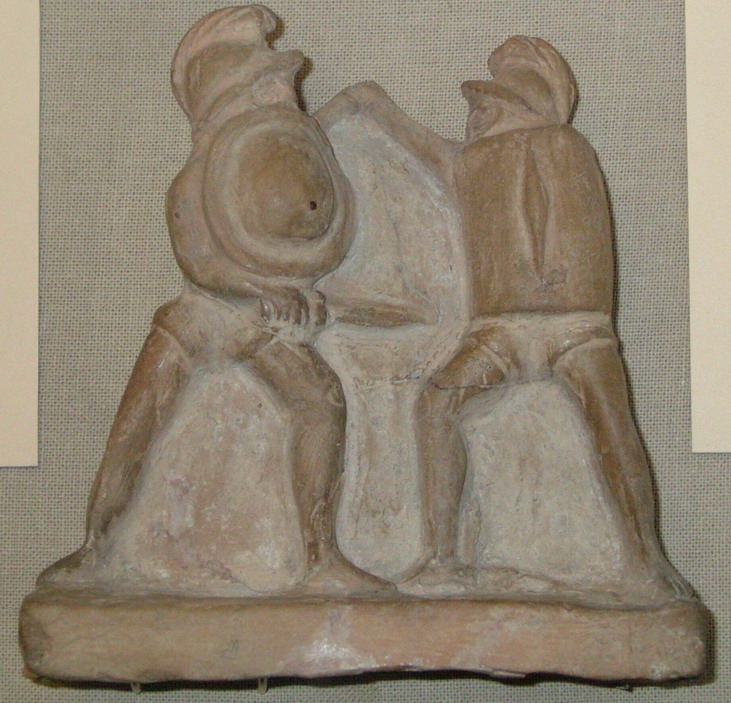
Un hoplomachus (a sinistra) combatte contro un thraex, il gladiatore trace (a destra) (Terracotta al British Museum)

L'hoplomachus (dal Greco antico ὁπλομάχος, ossia "colui che combatte come un oplita"), era una categoria (armaturae) di gladiatori romani pesantemente armati.

## Sviluppo
Dopo che i romani ebbero conquistato la zona orientale di lingua greca del mar Mediterraneo, la figura del gladiatore hoplomachus iniziò a diffondersi prendendo spunto da una rudimentale pratica schermistica, l’Hoplomachia (dal greco ὁπλομαχία, lotta con armi pesanti) praticata con lancia e spada e assai diffusa nella Grecia ellenistica.

## Armi e armatura
L'hoplomachus era armato pesantemente. Le sue armi erano una lancia e una corta spada dalla lama affilata tenuta dalla parte dello scudo.
La sua armatura consisteva di un elmo attico-beota, un parabraccio (la manica) indossato sul lato della lancia, uno scudo di bronzo rotondo, piccolo e convesso, vicino ai mutandoni aderenti o alle fasciature (le fasciae) intorno alle gambe e due alti schinieri (le ocreae). Indossava un perizoma (il subligaculum) ed una cintura (il balteus o il cingulum).

## Avversario
Nell'arena l'avversario dell'hoplomachus era il mirmillone (armato come un soldato romano), in una rappresentazione parodistica delle guerre di Roma in Grecia e nell'Oriente ellenistico. Meno frequentemente combatteva anche contro il gladiatore trace.